# 聖伊西德羅 (新墨西哥州桑多瓦爾縣)
聖伊西德羅（英語：San Ysidro）是位於美國新墨西哥州桑多瓦爾縣的村。

## 人口
根據2020年美國人口普查的數據，聖伊西德羅的面積為6.06平方千米，皆為陸地。當地共有人口166人，而人口密度為每平方千米27人。